# Jasperallee

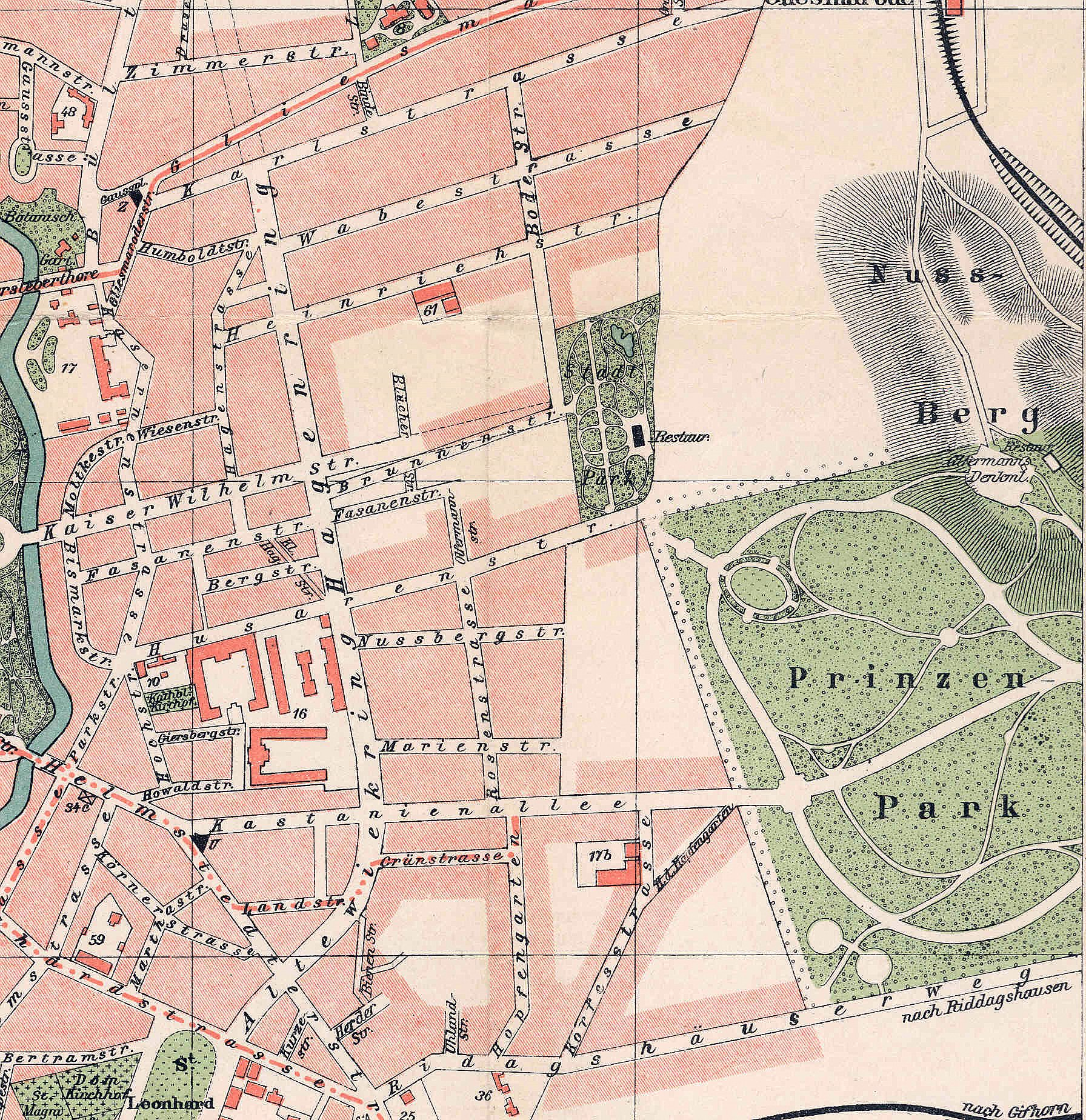
Das Östliche Ringgebiet mit der Kaiser-Wilhelm-Straße (linke Bildhälfte), Karte von 1899

Die Jasperallee in Braunschweig führt vom Staatstheater geradlinig ostnordostwärts zum Franzschen Feld vor dem Nußberg.
Die rund 1,1 Kilometer lange Allee gilt als Hauptachse des Östlichen Ringgebietes und ist seit 1946 nach Heinrich Jasper (1875–1945) benannt. Er war in den 1920er Jahren Ministerpräsident des Freistaates Braunschweig und von 1930 bis 1933 SPD-Fraktionsvorsitzender im Braunschweigischen Landtag.

## Anlage und Verkehr
Die Jasperallee besteht aus zwei getrennten Fahrspuren, die bis auf den Bereich im Stadtpark mit Parkstreifen versehen sind. Im Ostabschnitt hat die Straße ein Kopfsteinpflaster. In der Straßenmitte befindet sich auf ganzer Länge ein Grünstreifen, der nur durch Querstraßen unterbrochen wird. Im Westteil befindet sich in der Mitte des Grünstreifens eine gepflasterte Promenade, die nach Osten hin zum Trampelpfad wird und im östlichen Teil mit Gras bewachsen ist. Auf der gesamten Länge der Jasperallee grenzen niedrige Metallzäune den Grünstreifen von der Straße ab.
Das Gelände in der Mitte war bis 2019 (von West nach Ost) mit zwei Baumreihen von Ahornen (meist Silber-Ahorn), Platanen und Stiel-Eichen bepflanzt. Aufgrund des ungeeigneten Bodens und dadurch schlechten Gesundheitszustandes der Ahorne im westlichen Abschnitt (Theater bis Altewiekring) wurden diese im Jahr 2019 in mehreren Etappen gefällt und nach einem Austausch des Bodens durch widerstandsfähigere Winterlinden ersetzt. Die Platanen und Stiel-Eichen blieben bestehen.
Die Straße wird nicht als Einfallstraße genutzt, so dass der Autoverkehr mäßig ist. Zugleich ist sie die Hauptachse des Östlichen Ringgebietes. Zwei Buslinien der Braunschweiger Verkehrs-GmbH verkehren durch die gesamte Jasperallee; weitere Buslinien nutzen den Westteil der Straße bis zum Hagenring. Haltestellen auf der Jasperallee sind „Kasernenstraße“, „Jasperallee“ und „Stadtpark“.

## Geschichte
Im westlichen Teil der heutigen Jasperallee befand sich der Herzogliche Küchengarten, der 1889 zur Bebauung freigegeben wurde. Im selben Jahr wurde die „Kaiser-Wilhelm-Brücke“ (heute Theaterbrücke) über den Östlichen Umflutgraben der Oker für Fußgänger eröffnet; 1902 erhielt sie figürlichen Schmuck nach Plänen von Ernst Müller-Braunschweig. Im weiteren Verlauf Richtung Osten wurde 1894 der Abschnitt bis zur Kreuzung Hagenring/Altewiekring und 1906 der Abschnitt bis zum Stadtpark als „Kaiser-Wilhelm-Straße“ errichtet, benannt nach Wilhelms I. Zuvor verlief dort in ähnlicher Lage die Brunnenstraße. Die Straße wurde nach dem Vorbild der Berliner Straße „Unter den Linden“ mit zwei Baumreihen in der Straßenmitte mit Promenade und Reitwegen ausgestattet. Die Bebauung erfolgte um 1900 nach den Ansprüchen des wohlhabenden Bürgertums mit etwa dreigeschossigen Häusern im Stil der Gründerzeit mit großen Wohnungen entlang der gesamten Straße.
1898 wurden die Reitwege durch eine Straßenbahnstrecke ersetzt, die ab 1909 auf der gesamten Länge der damaligen Straße verlief.
Ab 1928 hieß die Straße „Friedensallee“, wurde aber bereits 1933 nach der Machtergreifung der NSDAP in Kaiser-Wilhelm-Straße zurückbenannt. Für die Kundgebungen und Aufmärsche auf dem Franzschen Feld in der NS-Zeit sollte die 1936 nach Osten hin durch den Stadtpark verlängerte Allee als Hauptverbindung zur Innenstadt dienen. Bei den Luftangriffen im Zweiten Weltkrieg erhielten zahlreiche Häuser an der Kaiser-Wilhelm-Straße Bombentreffer.
Nach Kriegsende wurde die Straße nach dem Braunschweiger SPD-Politiker Heinrich Jasper benannt, der im Februar 1945 im Konzentrationslager Bergen-Belsen gestorben war. Die beschädigten Häuser wurden restauriert oder durch schlichte, etwa gleich große Häuser ersetzt. Der abgebrannte Turmhelm der Paulikirche wurde nicht wiederhergestellt. Die Figuren auf der Oker-Umflutgraben-Brücke wurden ebenfalls nicht erneuert. Die Straßenbahnstrecke wurde 1955 stillgelegt und anschließend abgebaut.

## Bauwerke
Die meisten Häuser dienen Wohnzwecken. Daneben finden sich etwa Arztpraxen, Rechtsanwaltskanzleien, eine Erziehungsberatung und ein privates Bildungsinstitut. An der Kreuzung mit dem Hagenring gibt es zwei Banken. Prägendes Bauwerk ist die neugotische Paulikirche auf der Nordseite der Jasperallee, Zentrum des Östlichen Ringgebietes. Sie wurde im Zuge des Baus der Jasperallee errichtet und wie der zugehörige Abschnitt der Jasperallee 1906 eingeweiht. Im Stadtpark steht auf der Nordseite der Jasperallee das Kolonialdenkmal, das an den Verlust der Kolonien im Ersten Weltkrieg erinnert.
Im Haus Jasperallee 87 wohnte der Mathematiker Richard Dedekind.

## Sonstiges
Die Hausnummern wurden, wie in der Braunschweiger Kernstadt üblich, nach dem System der Hufeisennummerierung vergeben, beginnend mit 1 an der Umflutgrabenbrücke auf der Nordseite und endend mit 87 auf der Südseite der Brücke.

## Impressionen

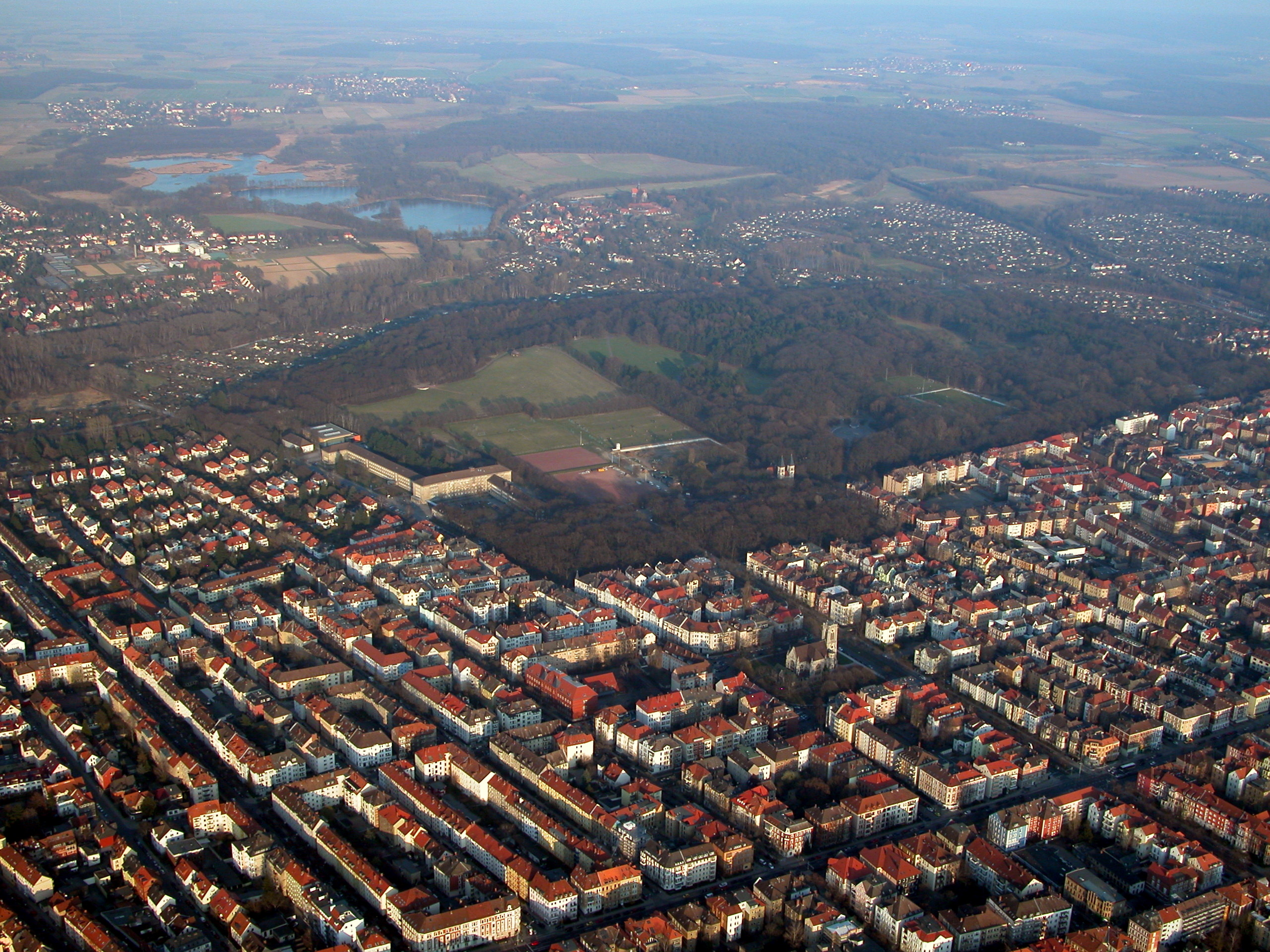
Blick über das Östliche Ringgebiet von Nordwesten; die Jasperallee verläuft etwa von der Ecke rechts unten bis zur Bildmitte
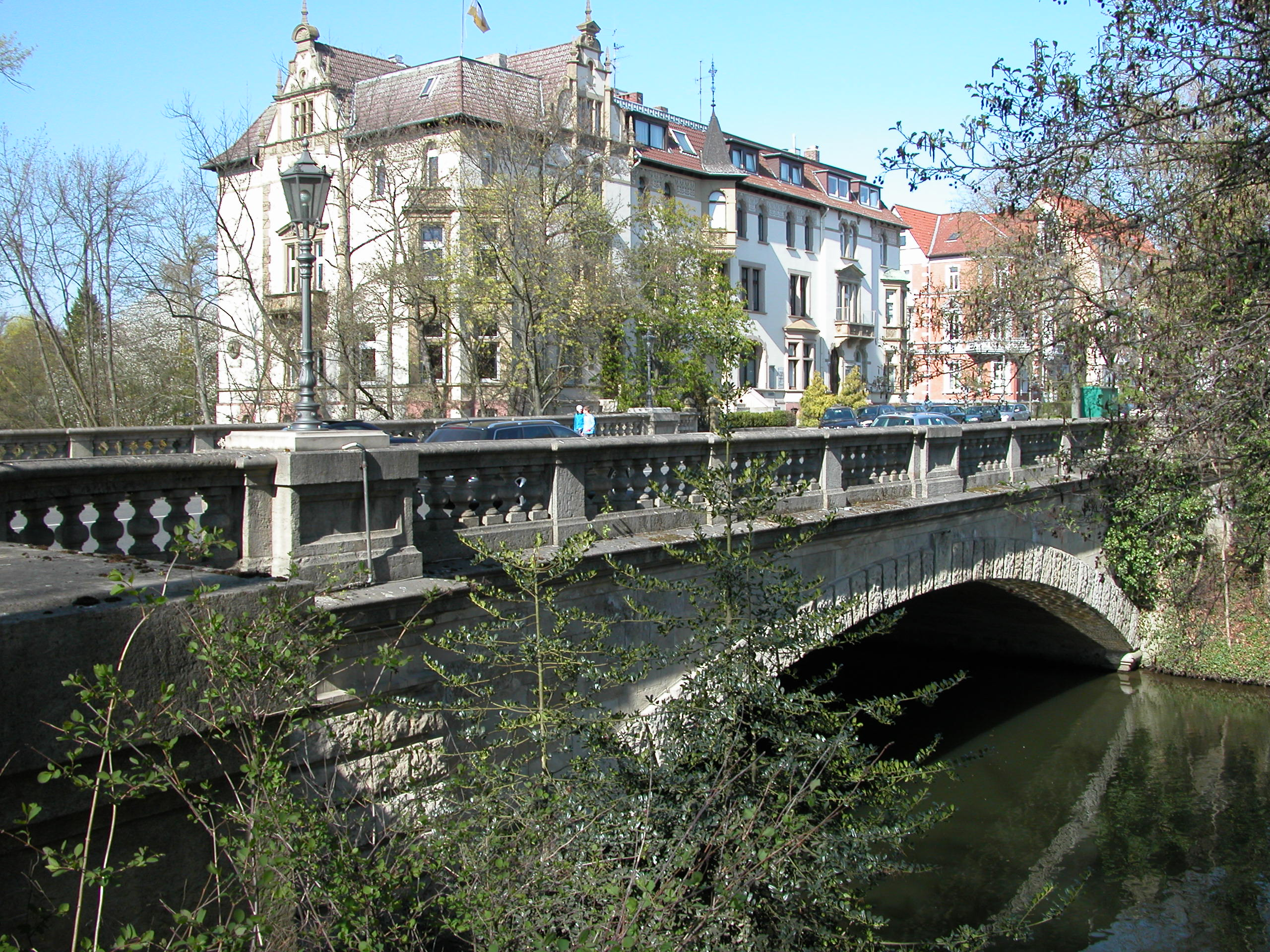
Theaterbrücke
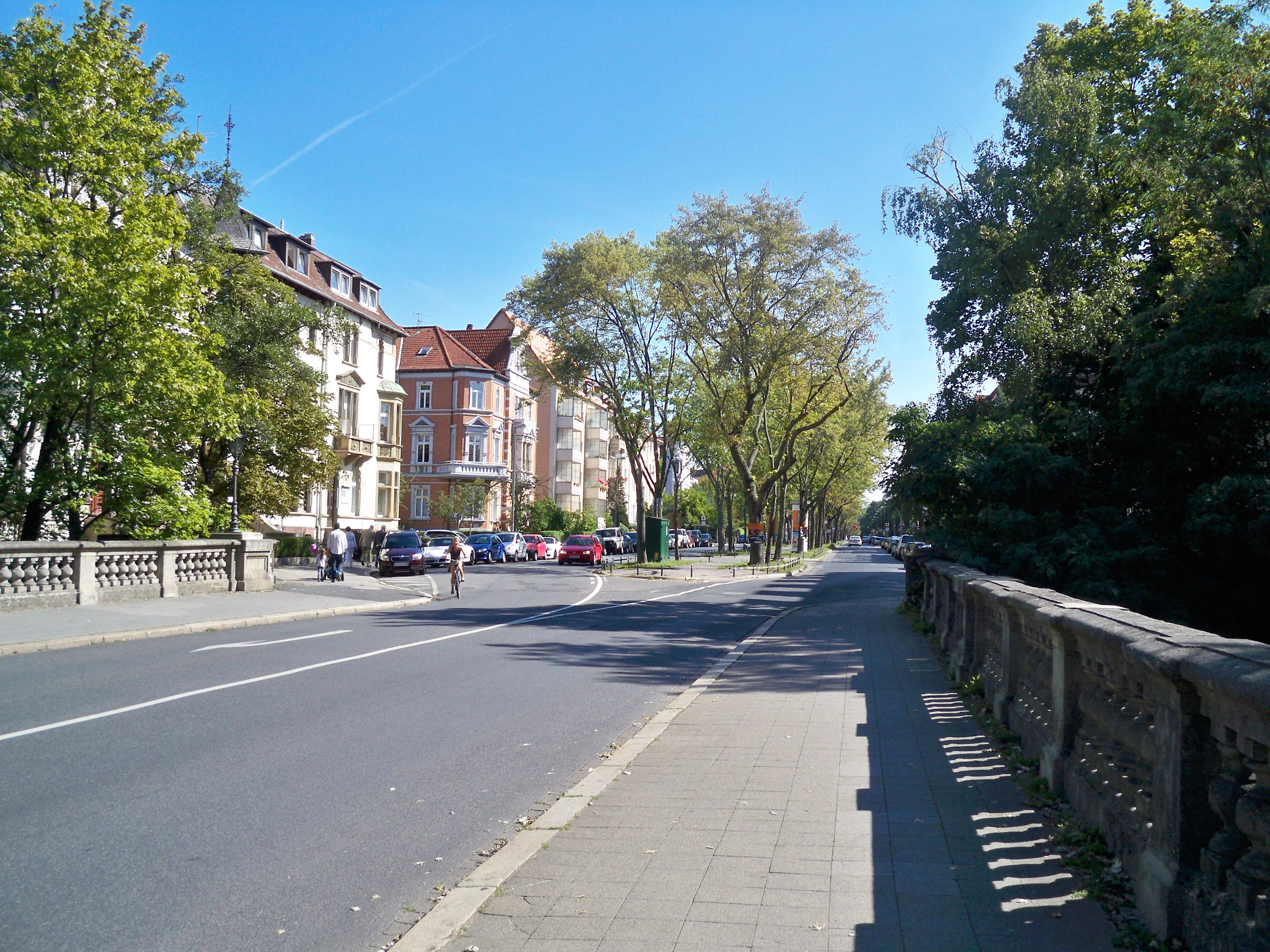
Westende mit Theaterbrücke über den Oker-Umflutgraben (Ansicht 2011 vor Fällung der Silber-Ahorne)
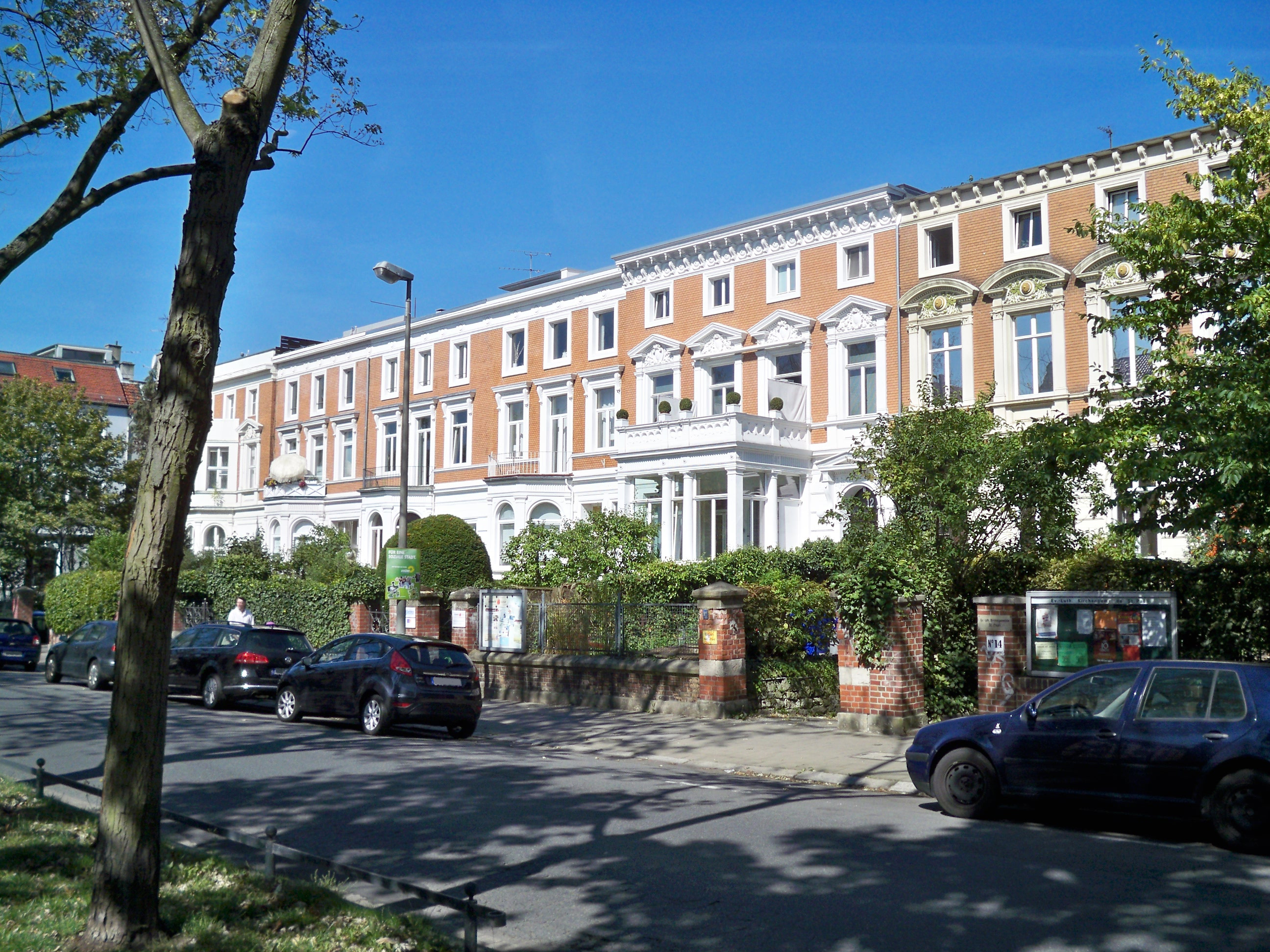
Die „Bremer Häuser“ auf der Nordseite (2011)
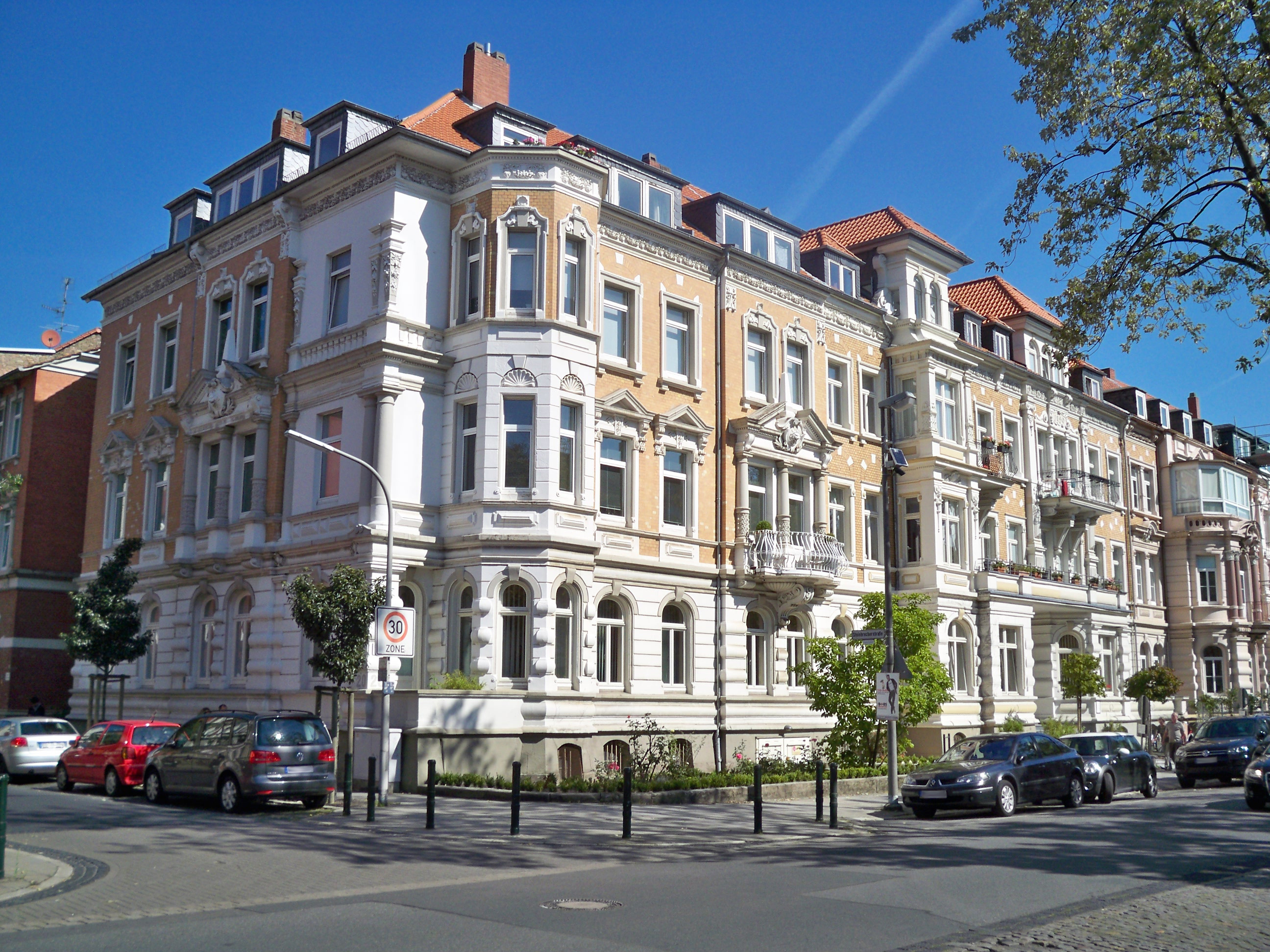
Häuser an der Ecke Jasperallee/ Steinbrecherstraße
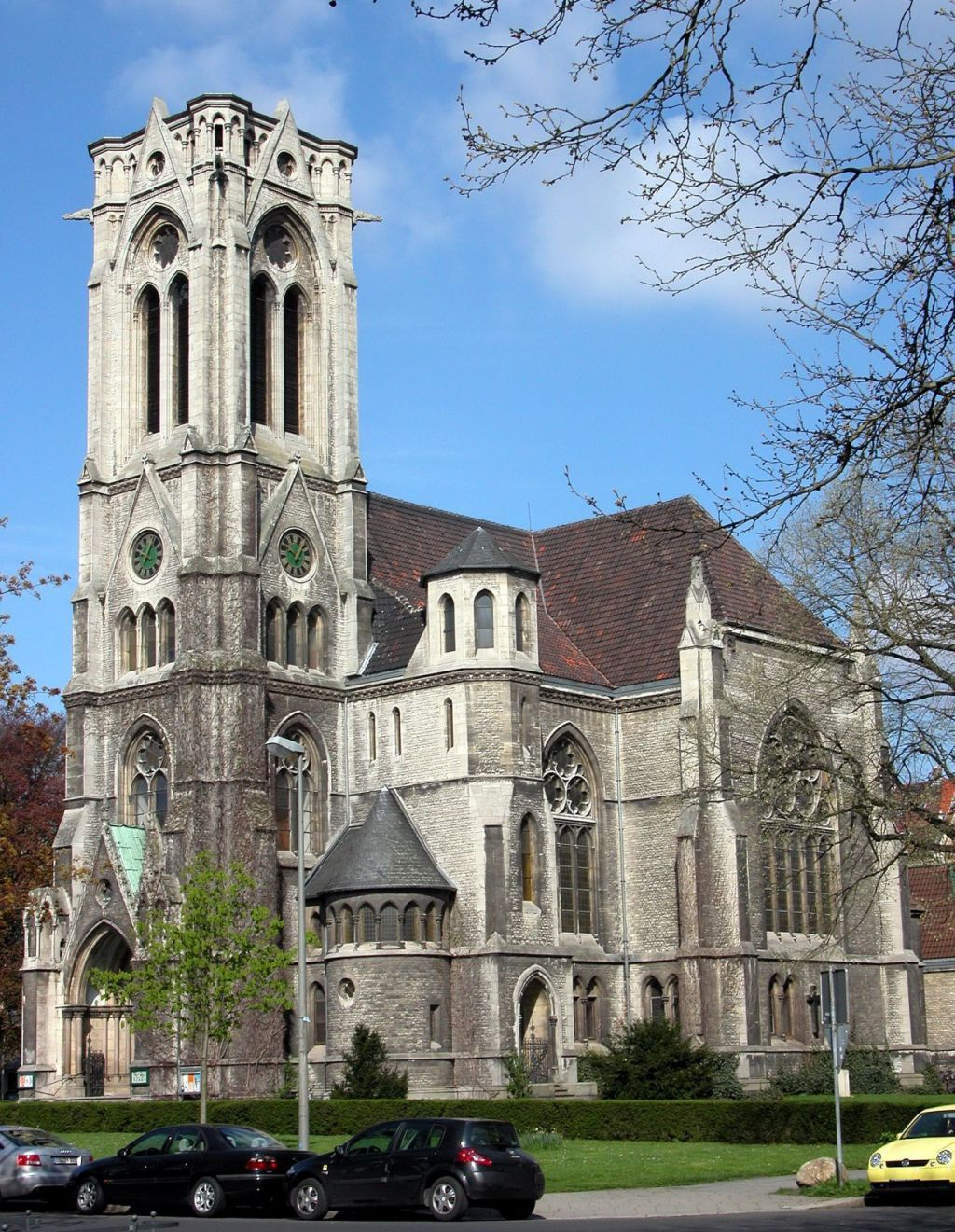
Paulikirche, von der Jasperallee aus gesehen
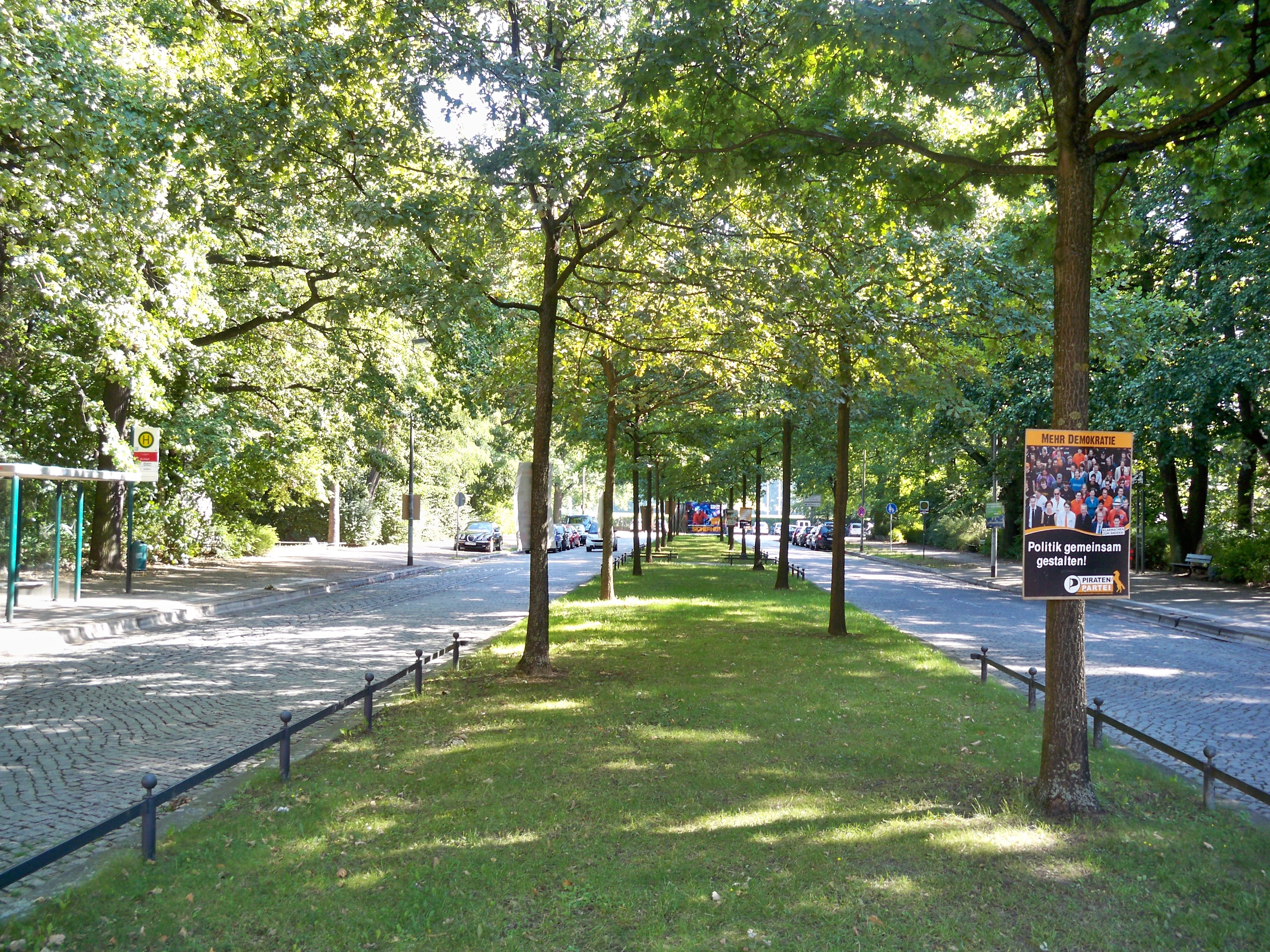
Jasperallee im Stadtpark
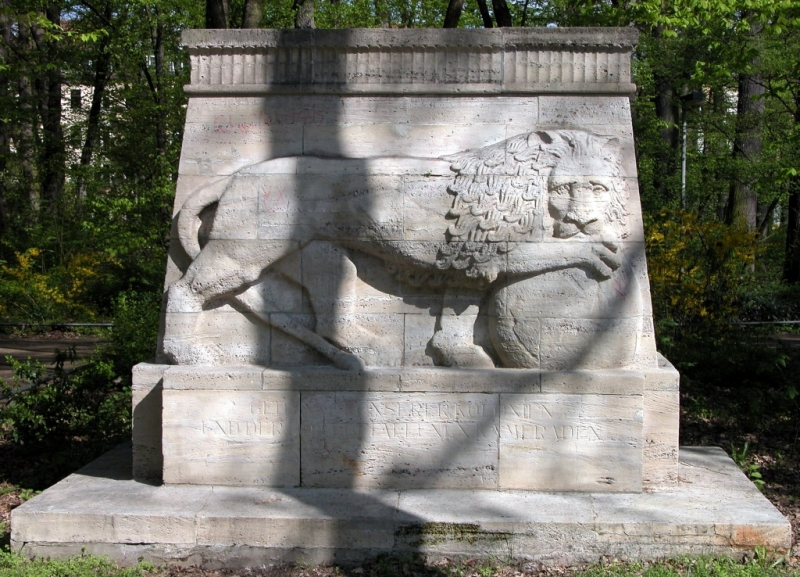
Kolonialdenkmal